# Przebendowscy herbu Kuna
Przebendowscy herbu Kuna – ewangelicka rodzina szlachecka wywodząca się z księstwa słupskiego. Na przełomie XVI i XVII w. poprzez związki rodzinne z Mortęskimi i Krokowskimi oraz w wyniku przyłączenia ziemi lęborsko-bytowskiej do Rzeczypospolitej przeniknęli na obszar Prus Królewskich i osiedli w północnych obszarach województwa pomorskiego.
Należeli do szlachty średniozamożnej sprawującej niższe urzędy ziemskie. Podwaliny fortuny majątkowej rodziny zaczął budować Piotr Przebendowski sędzia ziemski lęborski, który dorobił się znacznego majątku na administracji puszcz Wielkiego Księstwa Litewskiego. Jego syn Jan Jerzy Przebendowski podskarbi wielki koronny, porzucił kalwinizm i wydźwignął rodzinę do grupy najmożniejszych w Rzeczypospolitej, korzystając z poparcia króla Augusta II Mocnego. Przy nim kariery polityczne zaczęli robić inni przedstawiciele rodu. Po jego śmierci w 1729 r. na pierwszy plan zaczęli wysuwać się stryjeczni bracia Jana Jerzego, którzy również otrzymali godności senatorskie w Prusach Królewskich. Główną postacią rodziny w tym czasie był wojewoda malborski Piotr Jerzy Przebendowski. Po jego śmierci w 1755 na czele rodziny stanął Ignacy Franciszek Przebendowski – jeden z czołowych przedstawicieli "familii" Czartoryskich w Prusach Królewskich i zagorzały zwolennik króla Stanisława Augusta. I rozbiór Polski odbił się bardzo niekorzystnie na kondycji majątkowej rodziny. Ignacy musiał sprzedać dobra rzucewsko-wejherowskie. Inni przedstawiciele rodziny nie odegrali już znaczącej roli w dziejach Rzeczypospolitej. Od końca XVIII w. rodzina zaczęła tracić na znaczeniu, by wygasnąć w XIX wieku. aczkolwiek jej potomkowie żyją po dziś dzień.

## Przedstawiciele rodu

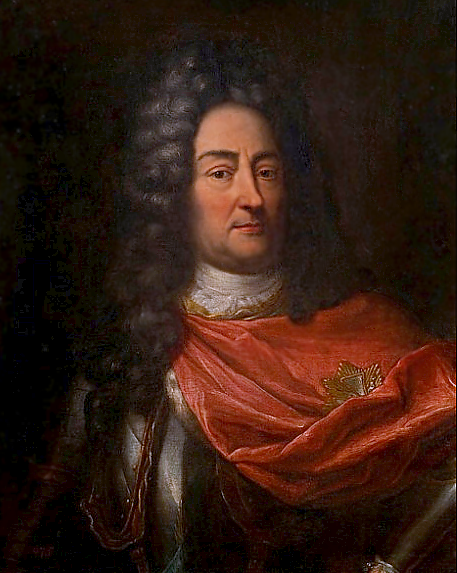
Jan Jerzy Przebendowski

- Joachim Henryk Przebendowski (1675–1721) – polski duchowny katolicki, biskup łucki.
- Jan Jerzy Przebendowski (1638–1729) – podskarbi wielki koronny od 1703, generał wielkopolski, wojewoda malborski 1697–1703, kasztelan chełmiński, starosta mirachowski, pokrzywiński, pucki i grabowski, reichsgraf, pułkownik, senator.
- Konstanty Przebendowski ((1776-1831) - General brygady Armii Królestwa Polskiego.
- Ignacy Franciszek Przebendowski (1730–1791) – wojewoda pomorski w latach 1772–1779, marszałek Rady Nieustającej i konsyliarz Departamentu Interesów Cudzoziemskich w 1786, dyrektor generalny poczt królewskich od 1776, członek Komisji Edukacji Narodowej od 1785, starosta generalny krakowski w latach 1779–1783, starosta malborski w 1765 roku, kościański w 1769 roku, pucki i mirachowski.
- Piotr Jerzy Przebendowski (1674–1755) – wojewoda malborski 1722–1755, wojewoda inflancki 1713–1722, kasztelan inflancki 1710–1712, starosta pucki 1710–1713, pułkownik Jego Królewskiej Mości.

## Pałace

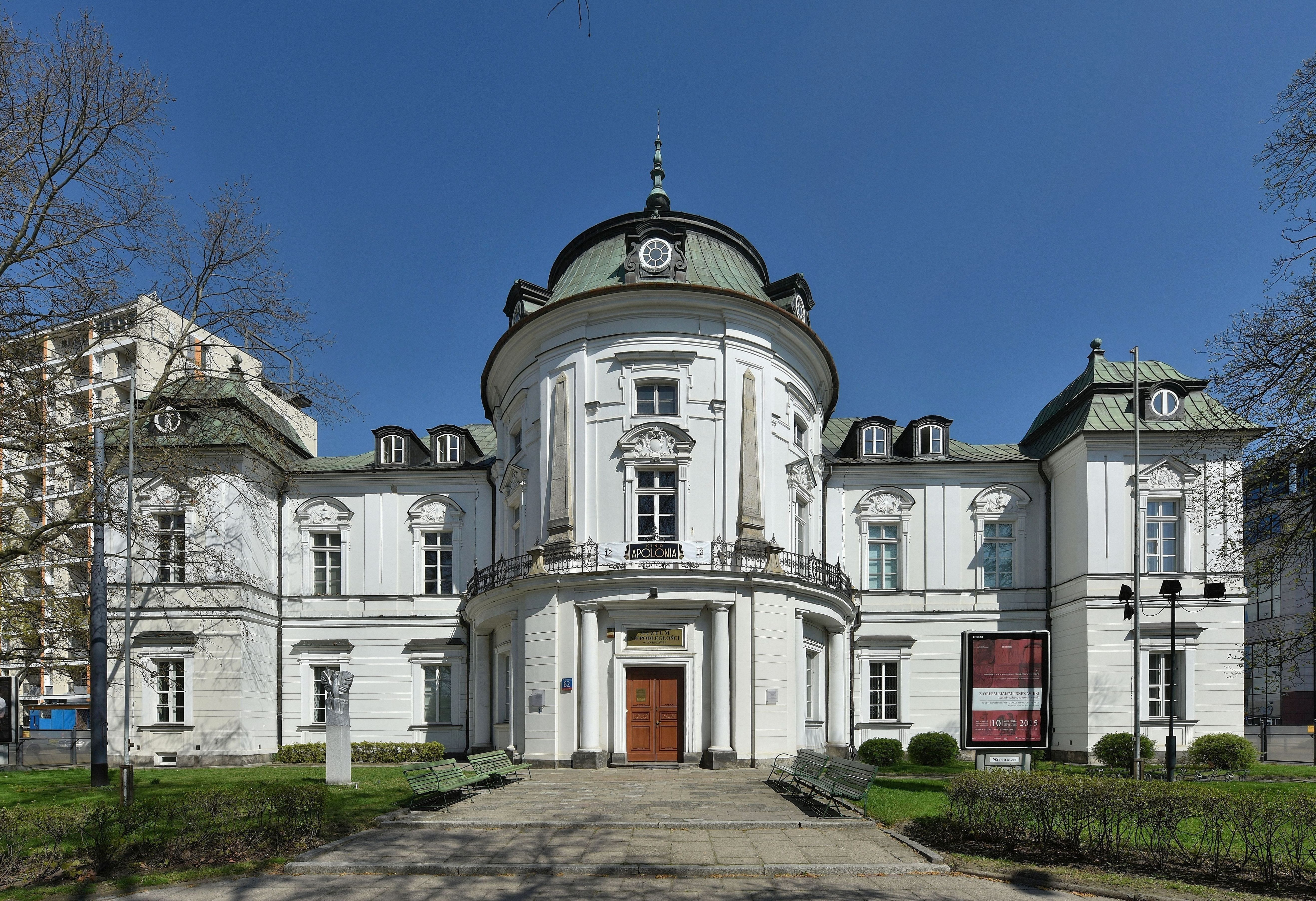
Pałac Jana Przebendowskiego w Warszawie
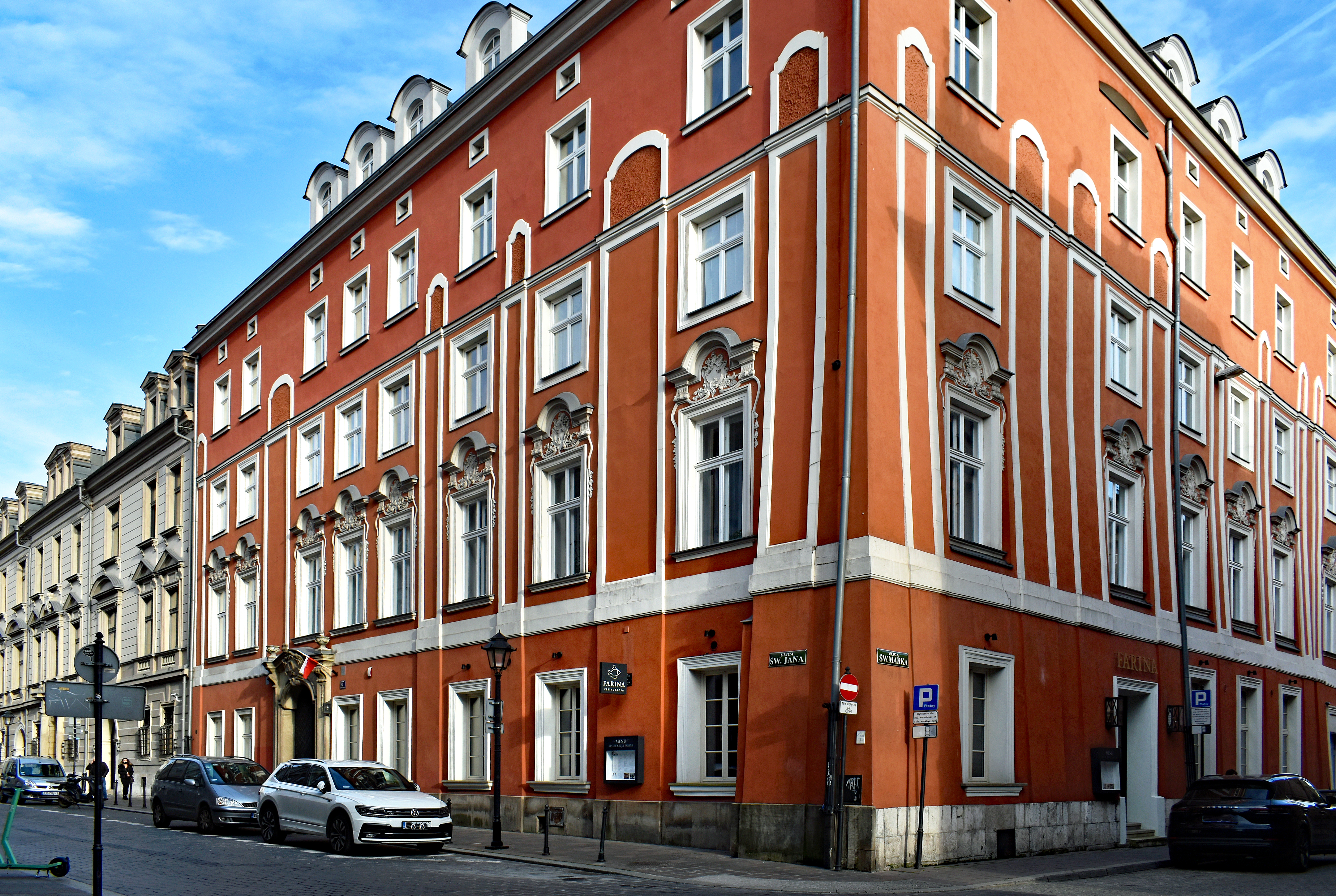
Pałac w Krakowie, ul. Św. Jana 13
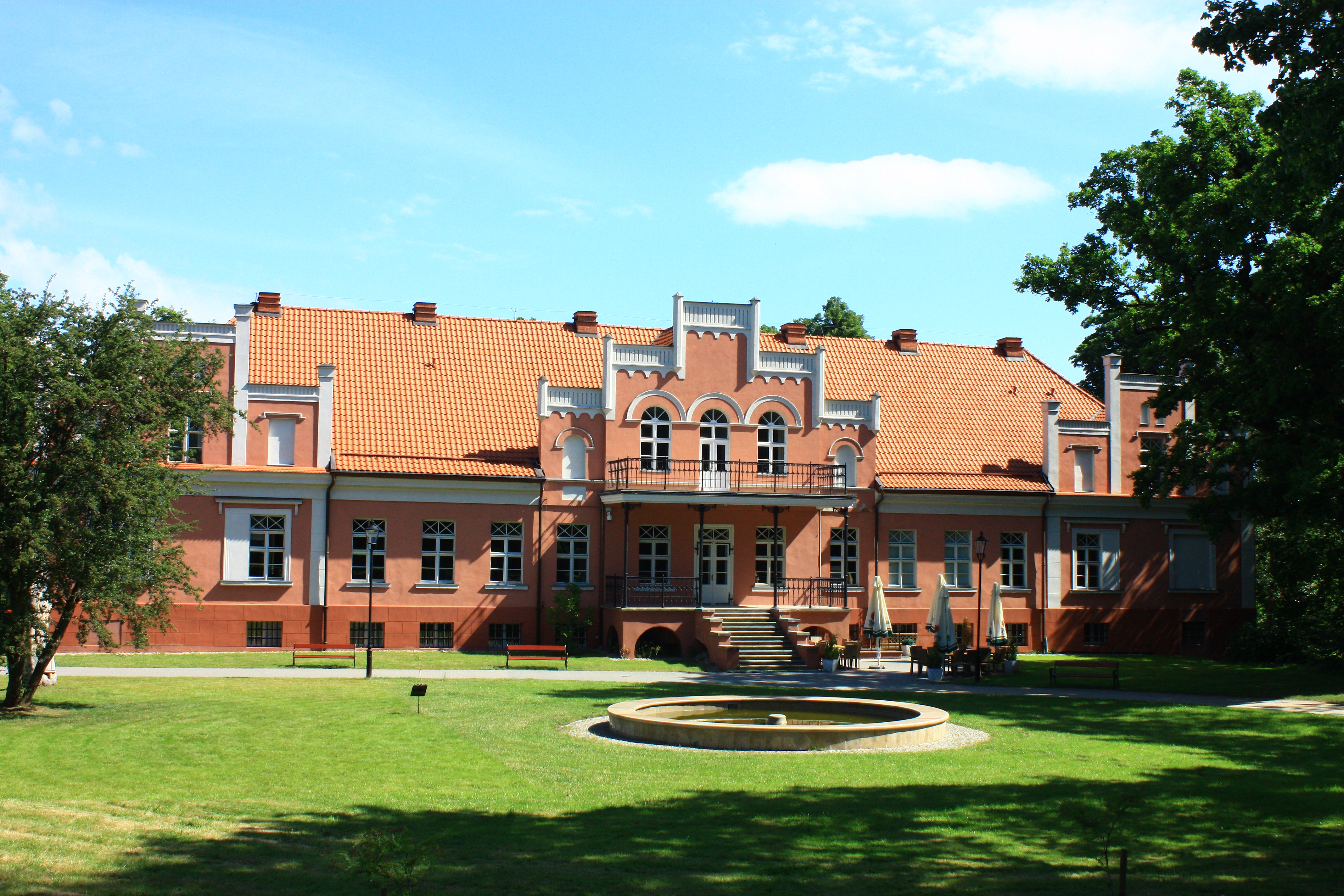
Pałac w Wejherowie
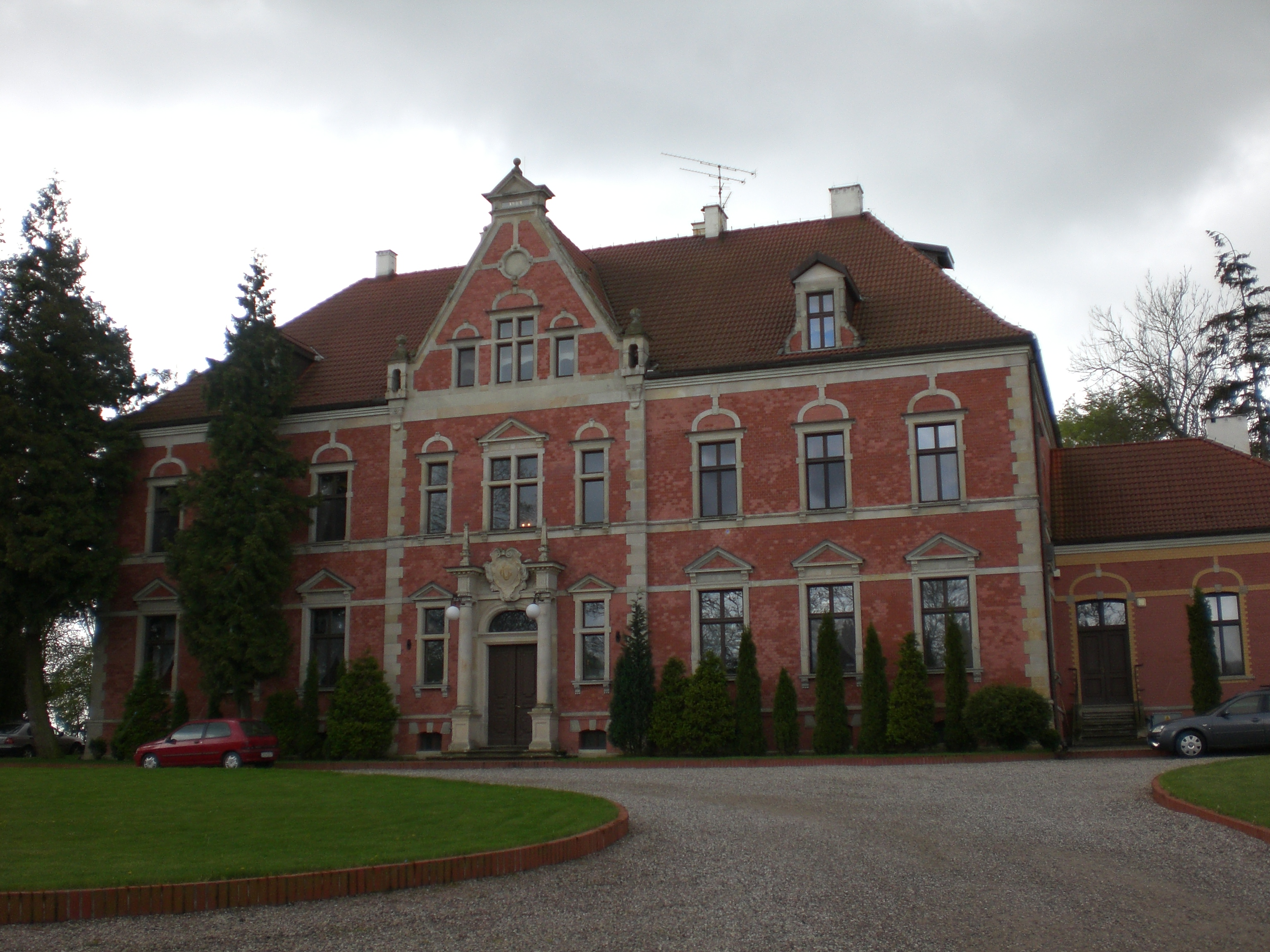
Leźno (Lezenko) na Pomorzu - pałac zbudowany w XIX wieku na miejscu barokowego pałacu Jana Jerzego Przebendowskiego